# Diecézní charita České Budějovice
Diecézní charita České Budějovice (DCHČB) je nezisková humanitární organizace zřizovaná biskupstvím českobudějovickým podle Kodexu kanonického práva (kánon 114, 116) jakožto církevní právnická osoba. Je členem Charity Česká republika a součástí římskokatolické církve. Její činnost se zaměřuje zejména na oblast českobudějovické diecéze. Je profesionálním poskytovatelem sociálních služeb na regionální i krajské úrovni. Diecézní charita svou činností také zajišťuje metodickou podporu, koordinaci a servis farním, městským a oblastním Charitám v českobudějovické diecézi, která se rozkládá na celém území Jihočeského kraje, části Kraje Vysočina, části Středočeského kraje a části Plzeňského kraje.

## Činnost
Náplň činností organizace je služba a pomoc lidem v nouzi, bez ohledu na jejich příslušnost k rase, národnosti, náboženství, státní a politické příslušnosti. Organizace provozuje řadu sociálně-zdravotních zařízení na území českobudějovické diecéze. Jde zejména o pomoc matkám s dětmi v tísni, ohroženým ženám, lidem bez přístřeší, osobám se zdravotním a mentálním postižením, sociálně slabým rodinám, drogově závislým, ohrožené mládeži, starým a nemocným lidem, osobám, které se ocitly v osobní krizi, migrantům a uprchlíkům, vězňům, osobám odsouzeným k alternativním trestům a vracejícím se z výkonu trestu.
Diecézní charita České Budějovice (DCHČB) je poskytovatelem sociálních služeb:
- Dům sv. Františka – chráněné bydlení ve Veselí nad Lužnicí
- Poradna Eva pro ženy a dívky v nouzi (odborné sociální poradenství a terénní program)
- Poradna pro cizince a migranty
- Intervenční centrum pro osoby ohrožené domácím násilím
- Terénní program Tábor
- Občanská poradna Tábor

Další projekty DCHČB:
- Dobrovolnické centrum (Šance všem, Paleta života, Mosty naděje, Vězeňská korespondence, Vincent, YoungCaritas.cz)
- Komunitní práce Novohradská
- Tříkrálová sbírka – organizace sbírky v českobudějovické diecézi

DCHČB také v omezené míře organizuje humanitární pomoc v zahraničí, konkrétně jde (mimo příležitostné sbírky pro oběti katastrof) o projekty projekty:
- Adopce na dálku – Bělorusko
- Darovaný domov v Zimbabwe
- Pomoc rodinám s onkologicky nemocnými dětmi v Bělorusku
- Děti ulice (Bělorusko)
- Romské nízkoprahové zařízení (Bulharsko)

DCHČB organizuje humanitární pomoc v ČR po povodních, nebo jiných přírodních katastrofách, poskytuje potravinovou pomoc aj.

## Seznam
Charity s právní subjektivitou:
- FCH Boršov nad Vltavou,
- MCH České Budějovice,
- FCH Český Krumlov,
- OCH Horažďovice,
- FCH Jindřichův Hradec,
- FCH Kamenice nad Lipou,
- CH Kaplice,
- FCH Katovice,
- CH Malenice,
- FCH Milevsko,
- FCH Pacov,
- OCH Pelhřimov,
- OCH Písek,
- FCH Prachatice,
- OCH Strakonice,
- OCH Sušice,
- FCH Tábor,
- OCH Třeboň,
- FCH Týn nad Vltavou,
- FCH Veselíčko,
- OCH Vimperk,
- FCH Vyšší Brod,
- CH Zliv,

Charity bez právní subjektivity:
- CH Bílá Hůrka,
- FCH Hartmanice,
- CH Husinec,
- FCH Kájov,
- FCH Lažiště,
- FCH Lštění u Vimperka,
- FCH Netolice,
- CH Nová Bystřice,
- OCH Nové Hrady,
- FCH Rožmitál pod Třemšínem,
- FCH Velešín,
- MCH Veselí nad Lužnicí,
- FCH Vlachovo Březí,
- FCH Volary,
- FCH Železná Ruda,